# Dinamita
|  | Per a altres significats, vegeu «Dinamita (sèrie de TV)». |

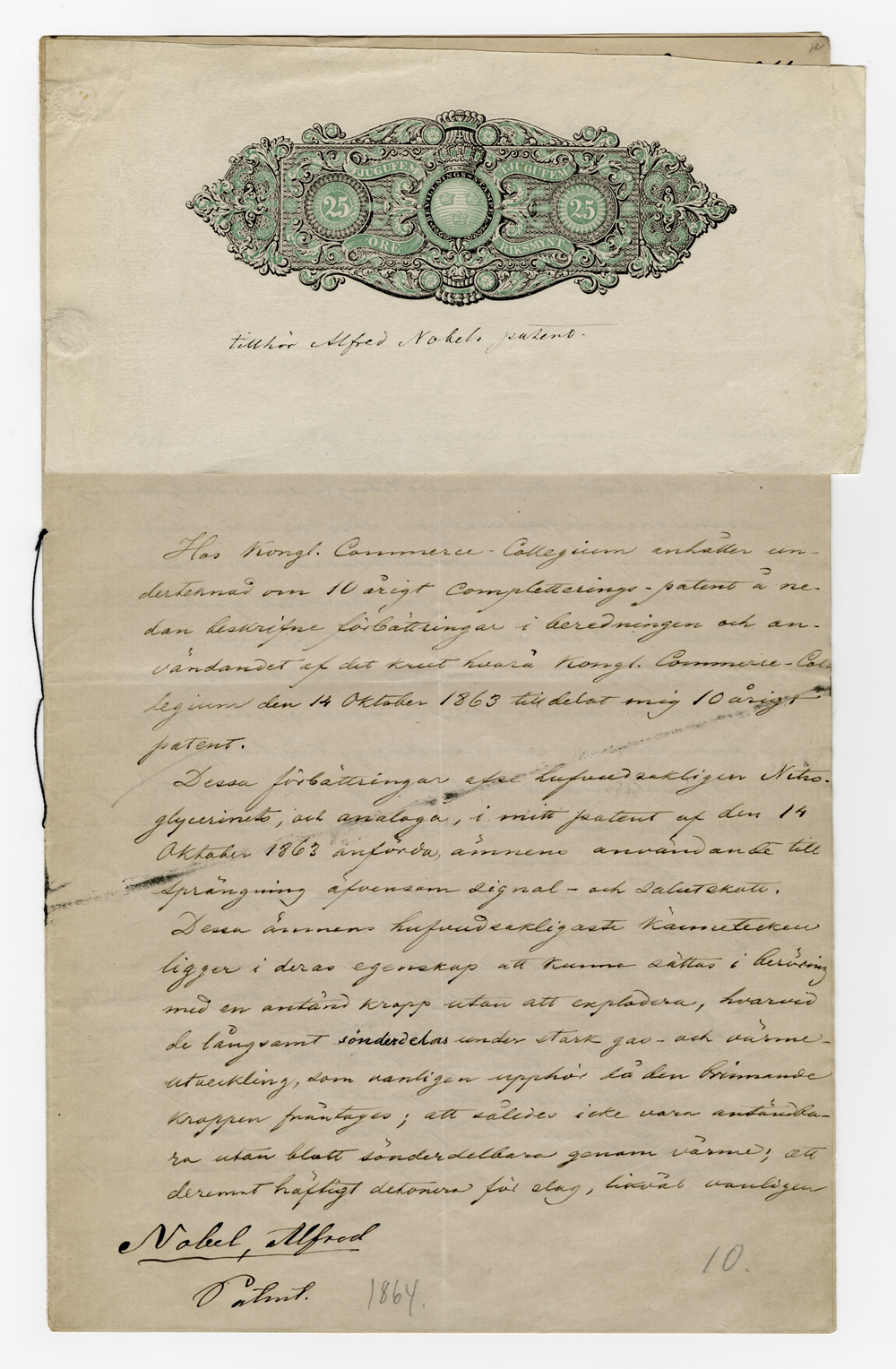
Patent d'Alfred Nobel sobre la nitroglicerina (1864).

La dinamita és un explosiu usat en la mineria, demolició, i altres aplicacions. Va ser inventada per Alfred Nobel el 1867 i va guanyar ràpidament popularitat perquè no explota per accident amb facilitat. La paraula «dinamita» és un neologisme construït a partir de les paraules gregues δυναμις (dinamis, 'potència', 'moviment') i el sufix, també grec, -ιτης (-itēs), que indica 'inflamació', 'irritació'. Alfred Nobel l'anomenà «Pols de Seguretat per a Explotar». Fou inventada per Alfred Nobel l'any 1866 i patentada l'any 1867, el que junt amb l'explotació dels camps petroliers de Bakú (Azerbaidjan) li va fer guanyar la seva gran fortuna, base del Premi Nobel en penediment del sofriment que provocà la seva reeixida invenció.
La dinamita és una mescla d'explosius, que inclou nitroglicerina, nitrat d'amoni i nitrat de sodi, adsorbida en materials inerts com les serradures. L'explosiu original a la dinamita era la nitroglicerina. L'extrema sensibilitat de l'explosiu líquid significava un ús molt dificultós. Nobel manufacturava i venia aquest líquid, però la seva perillositat va fer que fos prohibit a Europa. Nobel va solucionar el problema mesclant la nitroglicerina amb "terra de diatomees" que estabilitzà la seva reactibilitat. Des del descobriment de Nobel han estat usats una gran varietat d'absorbents, inclosos serradures i sílex.

## Història

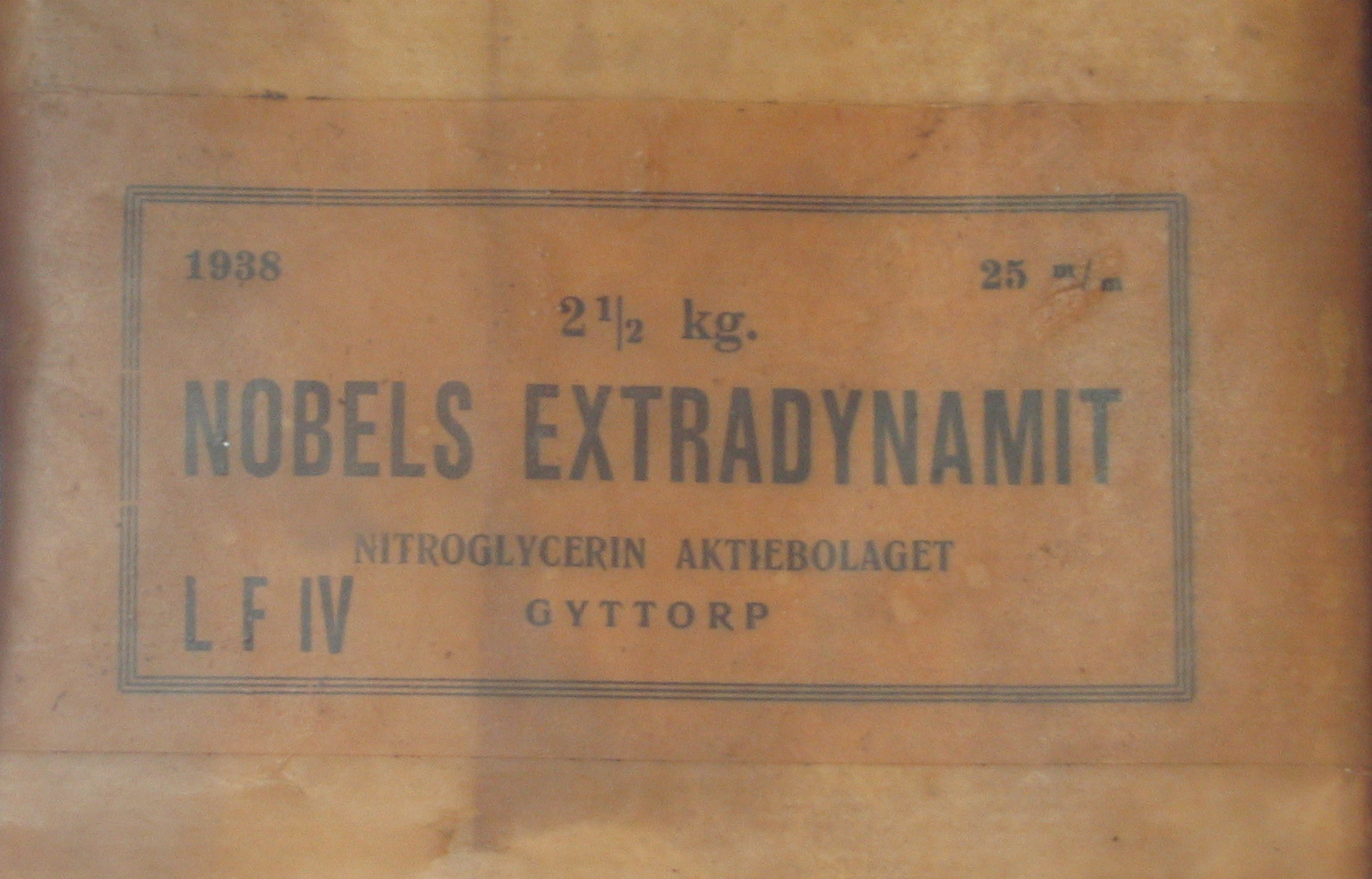
"Nobels extradynamit" fabricada per l'antiga empresa de Nobel, Nitroglycerin Aktiebolaget.

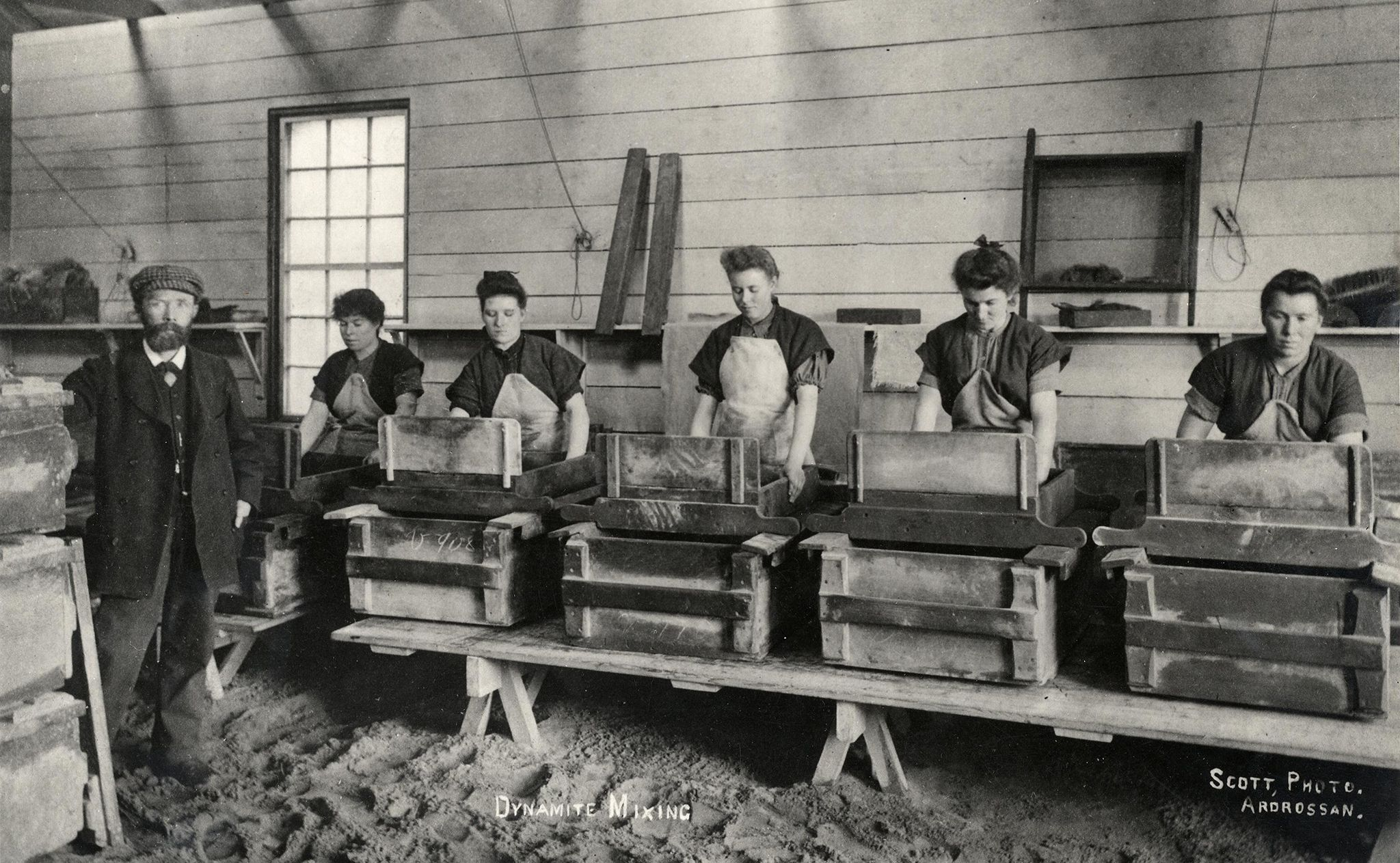
Dones barrejant dinamita a la fàbrica de Nobel a Ardeer, 1897.

La dinamita va ser inventada pel químic suec Alfred Nobel en 1866 i va ser el primer explosiu segur més potent que la pólvora negra.
El pare d'Alfred Nobel, Immanuel Nobel, era industrial, enginyer i inventor. Va construir ponts i edificis a Estocolm i va fundar la primera fàbrica de cautxú de Suècia. El seu treball a la construcció el va inspirar per investigar nous mètodes de voladura de roques més eficaços que la pólvora negra. Després d'alguns mals negocis a Suècia, el 1838 Immanuel va traslladar a la família Nobel la seva família a Sant Petersburg, on Alfred i els seus germans van rebre educació privada sota tutors suecs i russos. Als 17 anys, Alfred va ser enviat a l'estranger durant dos anys; als Estats Units va conèixer a l'enginyer suec John Ericsson ia França va estudiar amb el famós químic Thoophile-Jules Pelouze i el seu alumne Ascanio Sobrero, que havia sintetitzat per primera vegada la nitroglicerina el 1847. A França, Nobel es va trobar amb la nitroglicerina, que Pelouze va desaconsellar utilitzar com a explosiu comercial a causa de la seva gran sensibilitat als cops.
La nitroglicerina és un líquid molt sensible als cops, que fa molt difícil el seu maneig, i per això provocava molt sovint greus accidents per ser massa inestable i difícil de manipular i de transportar per a la guerra i molt perillós per a aplicacions civils.
En 1857, Nobel va registrar la primera de diversos centenars de patents, la majoria relatives a mesuradors de pressió d'aire, gasos i fluids, però seguia fascinat amb el potencial de la nitroglicerina com a explosiu. Nobel, juntament amb el seu pare i el seu germà Emil, va experimentar amb diverses combinacions de nitroglicerina i pólvora negra. Nobel va trobar una solució per detonar la nitroglicerina de forma segura inventant el detonador, o càpsula fulminant, que permetia una explosió controlada a distància utilitzant una fusible. En 1863, Nobel va dur a terme amb èxit la primera detonació de nitroglicerina pura, utilitzant un detonador fabricat amb una càpsula fulminant de coure i fulminat de mercuri. En 1864, Alfred Nobel va registrar patents tant per al fulminant com per al seu mètode de síntesi de nitroglicerina, utilitzant àcid sulfúric, àcid nítric i glicerina. El 3 de setembre de 1864, mentre experimentava amb nitroglicerina, Emil i diverses persones més van morir en una explosió a la fàbrica de la finca d'Immanuel Nobel a Heleneborg. Després d'això, Alfred va fundar l'empresa Nitroglycerin Aktiebolaget a Vinterviken per seguir treballant en una zona més aïllada i l'any següent es va traslladar a Alemanya, on va fundar una altra empresa, Dynamit Nobel. Arran d'aquesta tragèdia es va concentrar en la tasca d'aconseguir un mètode per manipular amb seguretat la nitroglicerina, que a mitjan segle xix era l'explosiu més utilitzat.
Tot i la invenció del detonador, la inestabilitat de la nitroglicerina la feia inútil com a explosiu comercial. Per resoldre aquest problema, Nobel va intentar combinar-la amb una altra substància que la fes segura per al transport i la manipulació, però que no reduís la seva eficàcia com a explosiu. Va provar combinacions de ciment, carbó i serradures, però no va tenir èxit. Finalment, va provar amb terra de diatomees, algues fossilitzades, que va portar del riu Elba prop de la seva fàbrica a Hamburg, que va estabilitzar amb èxit la nitroglicerina en un explosiu portàtil. Així va obtenir una pols que es podia percudir i, fins i tot, cremar a l'aire lliure sense que explotés. Només explotava quan es feien servir detonadors elèctrics o químics. Així va néixer la dinamita, un explosiu més estable, segur i més manejable que la inestable nitroglicerina.
Nobel va obtenir les patents dels seus invents a Anglaterra el 7 de maig del 1867 i a Suècia el 19 d'octubre del 1867. Després de la seva introducció, la dinamita va adquirir ràpidament un ús a gran escala com a alternativa segura a la pólvora negra i la nitroglicerina. La seva ocupació en l'explotació dels camps petroliers de Bakú (Azerbaidjan) li va fer guanyar una gran fortuna al seu creador, la qual s'empra en la concessió del Premi Nobel.
Nobel controlava fèrriament les patents, i les empreses de duplicació sense llicència van ser ràpidament clausurades. Alguns empresaris nord-americans van evitar la patent utilitzant absorbents diferents de la terra de diatomees, com la resina.
Nobel venia originalment la dinamita com "Pólvora explosiva de Nobel", però va decidir canviar-li el nom a dinamita, de la paraula grec antic dýnamis (δύναμις), que significa "poder".
Les patents més importants de Nobel van ser el 1875, la dinamita goma, una dinamita emmotllable, semblant als explosius plàstics actuals i després, el 1884, un mètode per a la destil·lació contínua del petroli. Finalment, en 1887, va fabricar la balistita, una barreja de nitroglicerina i nitrat de cel·lulosa, aconseguint un gran explosiu sense fum.

## Fabricació
La dinamita se solia fabricar barrejant nitroglicerina i terra de diatomees amb un alt contingut de diòxid de silici. Aquesta última actuava com una mena d'esponja, absorbint i estabilitzant la nitroglicerina, fent el seu ús com a explosiu més segur i pràctic. Se solia vendre en forma de tubs de cartró plens amb el compost, que mesuraven entre 10 cm i 15Plantilla:Esdcm de llarg per 2,5Plantilla:Esdcm de diàmetre.
La dinamita sol vendre's en forma de cilindres de cartó d'uns 203,2 mm de llarg i uns 32 mm de diàmetre, amb un pes de 190 gr. Un cartutx de dinamita així produït conté aproximadament 1 MJ (megajule) d'energia. També hi ha altres mides, classificats per porcions (quart de barra o mitja barra) o per pes.
La dinamita se sol classificar per “força de pes” (la quantitat de nitroglicerina que conté), normalment del 20% al 60%. Per exemple, la dinamita 40% està composta per un 40% de nitroglicerina i un 60% de dope (el mitjà d'emmagatzematge absorbent barrejat amb l'estabilitzador i qualsevol additiu).

### Consideracions relatives a l'emmagatzematge
Es recomana que la vida útil màxima de la dinamita a base de nitroglicerina sigui d'un any a partir de la data de fabricació en bones condicions d'emmagatzematge.
Amb el temps, independentment del sorbent utilitzat, els cartutxos de dinamita "degotaran" o "suaran" nitroglicerina, que es pot acumular al fons de la caixa o a la zona d'emmagatzematge. Per aquesta raó, els manuals d'explosius recomanen voltejar regularment les caixes de dinamita emmagatzemades. Es formaran vidres a l'exterior dels cartutxos, cosa que farà que siguin encara més sensibles als cops, la fricció i la temperatura. Per tant, mentre que el risc d'explosió sense l'ús d'un detonador és mínim per a la dinamita fresca, la dinamita vella és perillosa. Els embalatges moderns ajuden a eliminar aquest risc col·locant la dinamita en bosses de plàstic segellades i utilitzant cartó recobert de cera.
La dinamita és moderadament sensible als cops. Les proves de resistència al xoc solen fer-se amb un martell de caiguda: es col·loquen uns 100 mg d'explosiu sobre una enclusa, sobre la qual es deixa caure un pes d'entre 0,5 i 10 kg des de diferents alçades fins a aconseguir la detonació. Amb un martell de 2 kg, el fulminat de mercuri detona amb una distància de caiguda d'1 a 2 cm, la nitroglicerina de 4 a 5 cm, la dinamita de 15 a 30 cm, i els explosius amoniacals de 40 a 50 cm; cm.

### Principals fabricants

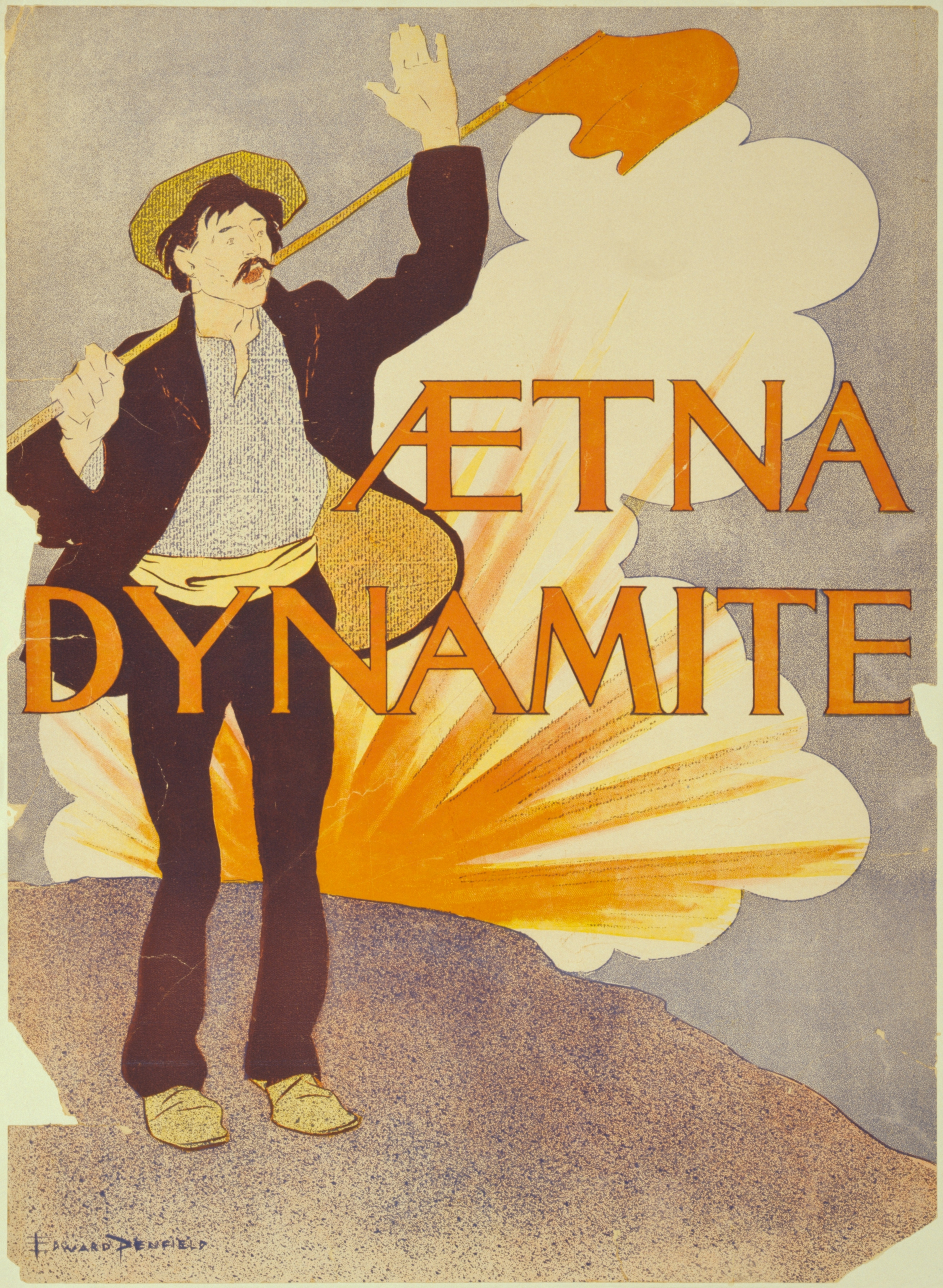
Publicitat de l'Ætna Explosives Company de Nova York.

#### Sud-àfrica
Durant diverses dècades, a partir dels anys 40, el productor més gran de dinamita del món va ser la Unió Sud-africana. Allà, l'empresa De Beers va establir una fàbrica el 1902 a Somerset West. La fàbrica d'explosius va ser posteriorment explotada per AECI (African Explosives and Chemical Industries). La demanda del producte procedia principalment de les vastes mines d'or del país, centrades en Witwatersrand. La fàbrica de Somerset West va començar a funcionar el 1903 i el 1907 ja produïa anualment 340.000 caixes de 22,7 kg cada una. Una fàbrica rival a Modderfontein produïa 200.000 caixes més l'any.
Hi va haver dues grans explosions a la planta de Somerset West durant la dècada de 1960. Alguns treballadors van morir, però la pèrdua de vides va ser limitada pel disseny modular de la fàbrica i les seves obres de terra, i la plantació d'arbres que dirigien les explosions cap a dalt. Hi va haver diverses explosions més a la fàbrica de Modderfontein. Després del 1985, la pressió dels sindicats va obligar l'AECI a abandonar progressivament la producció de dinamita. La fàbrica va passar llavors a produir explosius amb emulsió de nitrat d'amoni, més segurs de fabricar i manipular.

#### Estats Units
La dinamita va ser fabricada per primera vegada als Estats Units per la Giant Powder Company de San Francisco (Califòrnia), Califòrnia, el fundador del qual havia obtingut els drets exclusius de Nobel en 1867. Giant va ser finalment adquirida per DuPont, que va produir dinamita sota el nom de Giant fins que aquesta va ser dissolta per DuPont en 1905.
A partir de llavors, DuPont va produir dinamita sota el seu propi nom fins a 1911-12, quan el seu monopoli d'explosius va ser trencat pel Tribunal de Circuit dels EUA al "Cas de la Pólvora". Després de la dissolució es van crear dues noves empreses, l'Hercules Powder Company i l'Atlas Powder Company, que es van dedicar a la fabricació de dinamita (en diferents formulacions).
Actualment, només Dyno Nobel fabrica dinamita als Estats Units. L'única instal·lació que la produeix es troba a Carthage, Missouri, però el material és comprat a Dyno Nobel per altres fabricants que posen les seves etiquetes a la dinamita i a les caixes.

## Usos i propietats
Per la seva alta estabilitat, la dinamita va reemplaçar ràpidament a la nitroglicerina en aplicacions com les demolicions i la mineria, i com a farciment explosiu en els projectils d'artilleria i càrregues de demolició militars. La dinamita és a més químicament més inert que la nitroglicerina pura, cosa que fa possible el seu emmagatzematge segur, encara que només a mitjà termini, ja que amb el pas del temps i amb una temperatura de més de 30 °C la nitroglicerina s'escorre del diòxid de silici i la dinamita "suada" nitroglicerina, que es concentra en gotes molt sensibles al moviment, a la calor i a la descomposició química en productes químics més inestables. La dinamita és tan estable, que generalment els cartutxos de dinamita nous i en bones condicions no exploten encara que s'exposin al foc, sent necessari utilitzar un detonador i fulminat de mercuri fulminant per fer-les esclatar.
A causa de la constant millora en els explosius i tècniques de demolició, així com els problemes que planteja l'emmagatzematge i producció de nitroglicerina per a la seva elaboració, aquesta ha estat reemplaçada comercialment per altres explosius com el trinitrotoluè (TNT).

## Variants
- Abelita és un explosiu de caràcter detonant format per nitroglicerina gelatinitzada amb cotó pólvora (65% i 30%) i un antioxidant i un antiàcid (3,5% i 1,5%). Modernament l'ha substituït l'anetole, de composició similar.[11]

## Per a més informació
- Cartwright, A. P. (1964). The dynamite Company: The Story of African Explosives and Chemical Industries Limited. Cape Town: Purnell & Sons (S.A.) (Pty) Ltd.
- Larabee, Ann. The Wrong Hands: Popular Weapons Manuals and Their Historic Challenges to a Democratic Society.  Nova York: Oxford University Press, 2015, p. 38–39. ISBN 978-0-19-020117-3. OCLC 927145132.
- Schück, H. and Sohlman, R. (1929). The Life of Alfred Nobel. London: William Heinemann Ltd.